# تجارة الرقيق في البحر الأحمر

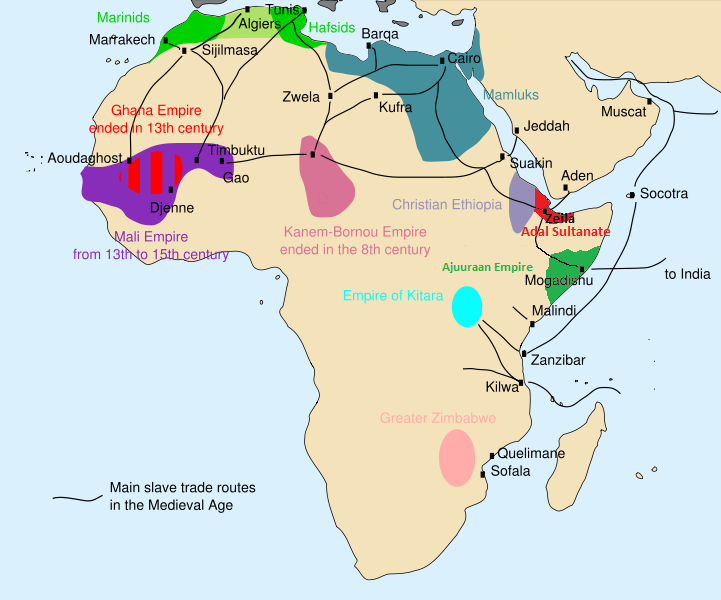
تجارة العبيد الأفريقية

تُعرف تجارة الرقيق في البحر الأحمر أحيانًا باسم تجارة الرقيق الإسلامية أو تجارة الرقيق عند العرب أو تجارة الرقيق الشرقيّة، وهي عبارة عن تجارة رقيق عبر البحر الأحمر، لتهريب الأفارقة من القارة الإفريقية واستعبادهم في شبه الجزيرة العربية والشرق الأوسط منذ العصور القديمة وحتى منتصف القرن العشرين.
تُشتهر هذه التجارة بكونها واحدة من أكثر تجارات الرقيق التي دامت في العالم، إذ امتدت منذ العصور القديمة وحتى ستينيات القرن العشرين، حين أُلغيت العبودية أخيرًا في المملكة العربية السعودية واليمن. وأصبحت معروفة دوليًا كمركز لتجارة الرقيق خلال فترة ما بين الحربين العالميتين حين توقُّف الطرق الأخرى. أدى الضغط الدولي المتزايد بعد الحرب العالمية الثانية في النهاية إلى توقفها الرسمي نهائيًّا في منتصف القرن العشرين.
كان كل من البحر الأحمر والصحراء الكبرى والمحيط الهندي طرقًا رئيسة ثلاثة نُقل عبرها الرقيق من شرق إفريقيا إلى العالم الإسلامي.

## نظرة عامة على التاريخ
إن تجارة الرقيق من إفريقيا نحو شبه الجزيرة العربية عبر البحر الأحمر ذاتُ جذورٍ قديمة. ففي حين شاع اتخاذ أسرى الحرب من العرب في شبه الجزيرة العربية قبل الإسلام كأهدافٍ للاستعباد، كان استيراد الرقيق من إثيوبيا عبر البحر الأحمر يحدث أيضًا وبكثرة.  يبدو أن تجارة الرقيق عبر البحر الاحمر نشأت منذ القرن الأول فصاعدًا على أقل تقدير، حين كان الأفارقة المستعبدين يُهرَّبون عبر البحر الأحمر إلى شبه الجزيرة العربية واليمن.
تغيرت تجارة الرقيق في البحر الأحمر في القرن التاسع لتصبح نحو جدة ومكة والمدينة، وبواسطة القوافل عبر الصحراء نحو بغداد التي كانت في عهد الخلافة العباسية. ظلت تجارة الرقيق مستمرة لعدة قرون لاحقة، حتى تنبّه إليها مسافرون غربيون.

وصف ريتشارد فرانسيس برتون سوق الرقيق في المدينة المنورة خلال خمسينيات القرن التاسع عشر:
«إن السوق في المدينة المنورة فقير، إذ يُجلب أغلب الرقيق من مكة بواسطة السائسين بعد تصدير أفضل ما لديهم إلى مصر، فلا يتبقى للمدينة سوى الحثالة... يأتي بعض الرقيق من الحبشة: يُجلب الجزء الأكبر منهم من بلاد غالا ويُصدَّروا إلى موانئ الساحل الصومالي وبربرة وتاجوراء وزيلع. يُشحن سنويًا ما يصل إلى 2000 من الرقيق من المكان الأول، و4000 من المكان الثاني إلى المخا وجدة والسويس ومسقط. {..} وهذا السوق عبارة عن شارع كبير مسقوف بالحُصُر ومليء بالمقاهي، وُضِعت السلع فيه في صفوفٍ على نحوٍ موازٍ للجدران. وكانت الفتيات الأجمل يشغلن المقاعد الأعلى. وفي الأسفل يجلس النوع الأكثر بساطة والأدنى من الفتيان. كانوا جميعًا يرتدون ملابس مبهجة من قماش المُسْلين الوردي وغيره من الألوان الفاتحة مع حجابٍ شفافٍ فوق رؤوسهم؛ وسواء كان ذلك بسبب تأثير هذه الروعة الفريدة، أو كردة فعلٍ بعد نجاحهم في رحلتهم البرية والبحرية الرهيبة التي خاضوها، فقد بدا أولئك الرقيق سعداء للغاية». ووفقًا لتقريرٍ بريطاني، فقد شُحن 320 من الرقيق عبر هذه التجارة في البحر الأحمر نحو جدة في مايو من عام 1879.
نُقل الرقيق مقيدين بالأغلال من البحيرات الغربية إلى سواحل السودان وإثيوبيا والصومال، ووُضعوا على متن سفنٍ شراعية ونُقلوا عبر المحيط الهندي إلى الخليج أو عدن، أو عبر البحر الأحمر إلى شبه الجزيرة العربية وعدن، في حين أُلقي بالضعفاء منهم في عرض البحر.
شكّل الساحل الشرقي للبحر الأحمر بعد الحرب العالمية الأولى، دولة مستقلة باسم مملكة الحجاز (1925-1916). ولم تُعد الحجاز نفسها ملزمة بالامتثال للقوانين والمعاهدات التي وقعتها الإمبراطورية العثمانية فيما يتعلق بالعبودية وتجارة الرقيق. وخلال فترة ما بين الحربين العالميتين، كانت مملكة الحجاز معروفة دوليًا كمركز إقليمي لتجارة الرقيق.